# Kai Eide

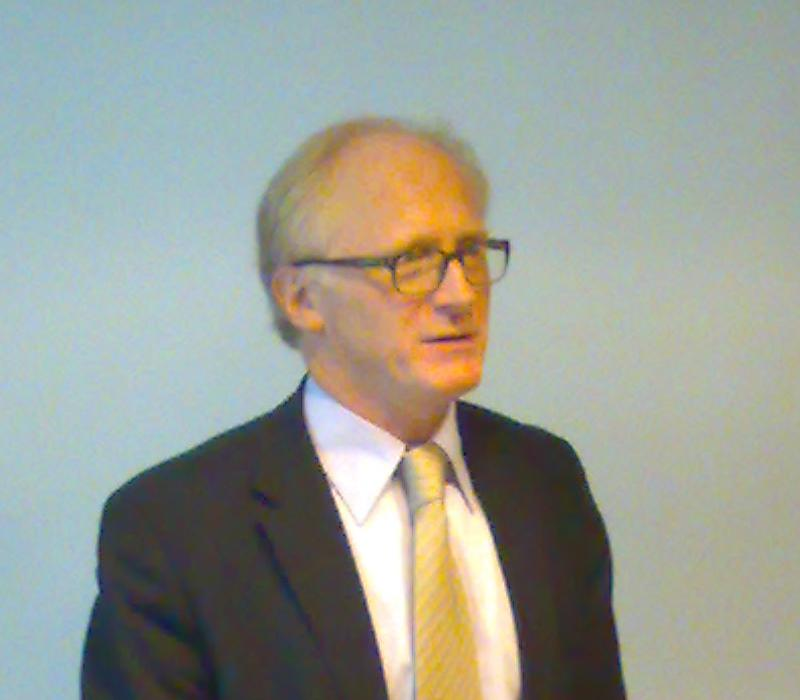
Kai Eide

Kai Eide (* 28. Februar 1949 in Sarpsborg) ist ein norwegischer Diplomat. Von 2008 bis 2010 war er Leiter der Assistance Mission in Afghanistan (UNAMA) der Vereinten Nationen.
In der Zeit zwischen Oktober 1989 und November 1990 war er als Staatssekretär im Statsministerens kontor tätig. Von 1998 bis 2002 war er Botschafter Norwegens bei der KSZE. 1999 war er Vorsitzender des ständigen Rates der KSZE. Danach war er bis 2006 der Ständige Vertreter seines Landes bei der NATO. Er ist einer der Autoren des Mitchell-Reports.

## Werk
- NATO foran toppmøtet i Riga, Den norske atlanterhavskomité, 2006
- Konflikten på Balkan - hva kan vi lære?, Oslo : Den norske Atlanterhavskomité, 1995
- Etter Maastricht: en ny sikkerhetspolitisk arkitektur, Oslo : Den norske atlanterhavskomité, 1992
- Norge og EEC : isolasjon eller fellesskap? Oslo, 1971